# Le Bouveret

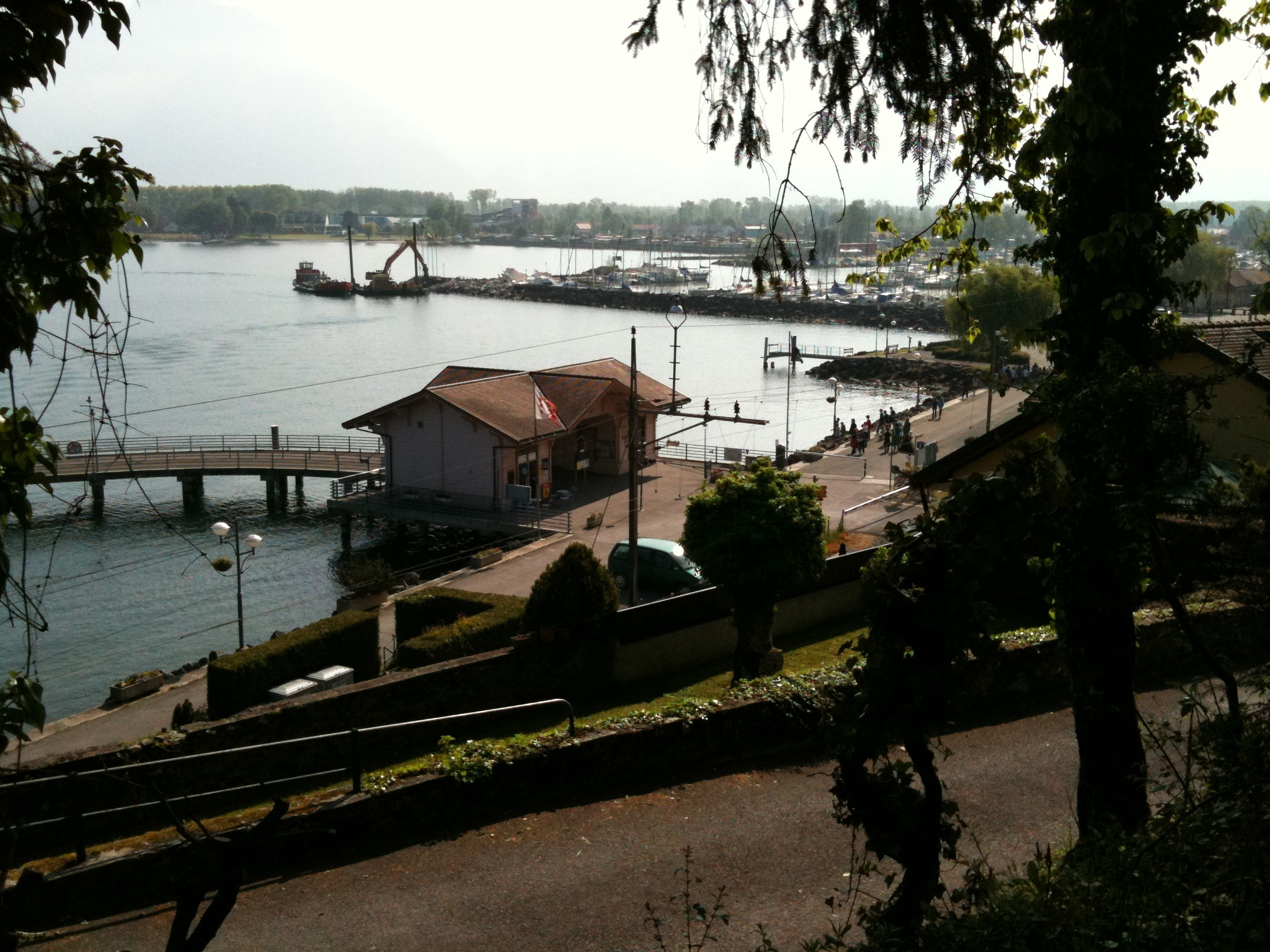
Anlegestelle der Compagnie Générale de Navigation sur le Lac Léman beim Bahnhof SBB von Bouveret.

Le Bouveret ist eine Ortschaft auf 387 m ü. M. in der Gemeinde Port-Valais des Bezirks Monthey im Kanton Wallis in der Schweiz.

## Geographie

Luftbild (1968)

Das Dorf liegt am Genfersee, auf der Westseite des Deltas der Rhone. Bei Le Bouveret mündet auch der Stockalperkanal in den Genfersee. Das Dorf mit seinen 3400 Einwohnern ist dank dem Campingplatz und den zwei Freizeitparks ein beliebtes Urlaubsziel.
Die Passerelle des Grangettes führt über den Rhonekanal in das Naturschutzgebiet Les Grangettes.

## Geschichte
1917 wurde in Bouveret der sozialistische Arbeiterverein Union ouvrière du Bouveret gegründet.

## Sehenswürdigkeiten
In Bouveret ist das englischsprachige Kolleg für Hotelmanagement, das Institut Hotelier «César Ritz» (bzw. César Ritz Colleges Switzerland), ansässig.
Ausserdem befindet sich am Ort die Benediktinerabtei Saint-Benoît de Port-Valais.

## Attraktionen
- Swiss Aqua Parc.[3] Im Jahr 2013 zählte dieses Erlebnisbad 315'000 Besucher.[4]
- Swiss Vapeur Parc. Miniatureisenbahnpark mit Sehenswürdigkeiten der Schweiz im Kleinformat.[5]
- Museum The Mosimann Collection – A culinary heritage, auf dem Gelände der Hotelfachschule César Ritz Colleges Switzerland, eröffnet im Juni 2016.[6]